# Europastraße 44
Die Europastraße 44 (Abkürzung: E 44) ist eine Europastraße, die sich in West-Ost-Richtung durch Frankreich, Luxemburg und Deutschland erstreckt. Sie verläuft von der Seinemündung am Ärmelkanal bis nach Hessen.

## Verlauf
Le Havre – Amiens – St. Quentin – Charleville-Mézières – Longwy – Luxemburg – Trier – Wittlich – Koblenz – Wetzlar – Gießen